# Мозерт Віктор Дмитрович
Віктор Дмитрович Мозерт — гласний Київської міської думи, почесний член Київського губернського опікування дитячих притулків, консул Норвегії в Києві в 1915–18.

## Життєпис
Керував Київським відділенням Санкт-Петербурзького (Петроградського) облікового і позичкового банку, розташованого в будинку № 8 на вулиці Хрещатик. Він був гласним Київської міської думи та почесним членом Київського губернського піклувального комітету дитячих притулків.